# Liga de Voleibol Superior Femenino 2002
La Liga de Voleibol Superior Femenino 2002 si è svolta nel 2002: al torneo hanno partecipato 10 franchigie portoricane e la vittoria finale è andata per la sesta volta, la terza consecutiva, alle Criollas de Caguas.

## Regolamento
La competizione prevede che le dieci squadre partecipanti si sfidino, per circa due mesi, senza un calendario rigido, fino a disputare diciotto partite ciascuna. Le prime otto classificate si classificano ai play-off scudetto: 
- ai quarti di finale è previsto un round-robin di sette incontri, con le prime quattro classificate aventi diritto a disputare quattro gare in casa, viceversa le squadre classificate dalla quinta all'ottava posizione disputano solo tre incontri casalinghi;
- alle semifinali le squadre si incrociano col metodo della serpentina, che tiene conto del piazzamento in regular season, sfidandosi al meglio delle sette gare;
- le vincitrici alle semifinali accedono alla finale scudetto, che si gioca sempre al meglio delle sette gare.

## Squadre partecipanti
| - Chicas de San Juan - Conquistadoras de Guaynabo - Criollas de Caguas - Gigantes de Carolina - Indias de Mayagüez | - Leonas de Ponce - Llaneras de Toa Baja - Pinkin de Corozal - Rebeldes de Moca - Vaqueras de Bayamón |

## Campionato

### Regular season

#### Classifica
| Pos. | Squadra                    | Pt    | G  | V  | P  | SV | SP | Ratio | PF | PS | Ratio |
| ---- | -------------------------- | ----- | -- | -- | -- | -- | -- | ----- | -- | -- | ----- |
| 1    | Criollas de Caguas         | 0.944 | 18 | 17 | 1  | -  | -  | -     | -  | -  | -     |
| 2    | Conquistadoras de Guaynabo | 0.722 | 18 | 13 | 5  | -  | -  | -     | -  | -  | -     |
| 3    | Indias de Mayagüez         | 0.611 | 18 | 11 | 7  | -  | -  | -     | -  | -  | -     |
| 4    | Leonas de Ponce            | 0.556 | 18 | 10 | 8  | -  | -  | -     | -  | -  | -     |
| 5    | Llaneras de Toa Baja       | 0.556 | 18 | 10 | 8  | -  | -  | -     | -  | -  | -     |
| 6    | Vaqueras de Bayamón        | 0.556 | 18 | 10 | 8  | -  | -  | -     | -  | -  | -     |
| 7    | Chicas de San Juan         | 0.444 | 18 | 8  | 10 | -  | -  | -     | -  | -  | -     |
| 8    | Gigantes de Carolina       | 0.389 | 18 | 7  | 11 | -  | -  | -     | -  | -  | -     |
| 9    | Pinkin de Corozal          | 0.111 | 18 | 2  | 16 | -  | -  | -     | -  | -  | -     |
| 10   | Rebeldes de Moca           | 0.111 | 18 | 2  | 16 | -  | -  | -     | -  | -  | -     |

| Ammesse ai play-off scudetto |

## Classifica finale
| Pos | Squadra                    |
| --- | -------------------------- |
| 1   | Criollas de Caguas         |
| 2   | Indias de Mayagüez         |
| 3   | Leonas de Ponce            |
| 4   | Llaneras de Toa Baja       |
| 5   | Conquistadoras de Guaynabo |
| 6   | Vaqueras de Bayamón        |
| 7   | Chicas de San Juan         |
| 8   | Gigantes de Carolina       |
| 9   | Pinkin de Corozal          |
| 10  | Rebeldes de Moca           |

## Premi individuali
| Premio                   | Giocatrice                     | Squadra                                         |
| ------------------------ | ------------------------------ | ----------------------------------------------- |
| MVP della Regular Season | Nancy Meendering               | Indias de Mayagüez                              |
| MVP delle finali         | Xiomara Molero                 | Criollas de Caguas                              |
| MVP dello All-Star Game  | Karina Ocasio Yarleen Santiago | Conquistadoras de Guaynabo Gigantes de Carolina |
| Miglior palleggiatrice   | Xiomara Molero                 | Criollas de Caguas                              |
| Miglior libero           | Carla Laviera                  | Indias de Mayagüez                              |
| Migliore straniera       | Nancy Meendering               | Indias de Mayagüez                              |
| Miglior esordiente       | Charlenne Domínguez            | Vaqueras de Bayamón                             |
| Rising star              | Yamileska Yantín               | Conquistadoras de Guaynabo                      |
| Miglior ritorno          | Yarleen Santiago               | Gigantes de Carolina                            |